# Qibla

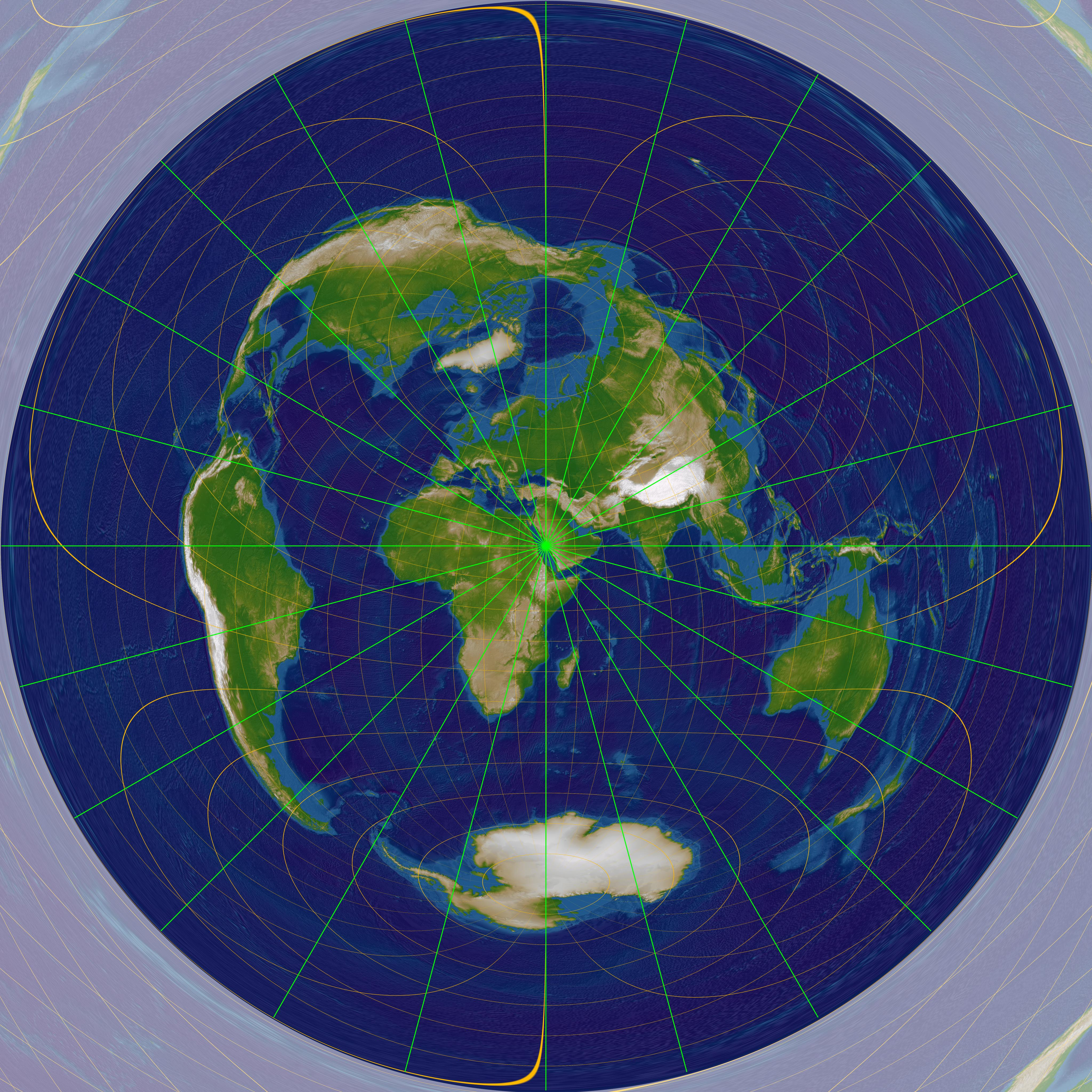
Qibla

Qibla är inom islam böneriktningen mot Kaba i Mecka.
Under den rituella bönen (salah) skall muslimer vända sig mot Kaba, som symboliserar Guds enhet. Under islams första tid utfördes bönen i riktning mot Jerusalem men Muhammed ändrade år 624 mitt under en bön qibla  i riktning mot Mecka. Detta omtalas i Koranens sura 2:142-151.
I moskén anges qibla genom en speciell nisch (mihrab) i den vägg i bönesalen som vetter mot Mecka. Orienteringen mot Kaba genomförs också i andra rituella sammanhang. En gravplats skall till exempel orienteras så att den döde vilar på kroppens högra sida med ansiktet vänt mot Mecka och Koranen skall läsas och reciteras i samma riktning.